# Saint-Just-Ibarre
Pour les articles homonymes, voir Saint-Just et Ibarre.
Saint-Just-Ibarre est une commune française située dans le département des Pyrénées-Atlantiques, en région Nouvelle-Aquitaine.
Elle a été créée le 25 juin 1841 par la fusion des communes de Saint-Just et d'Ibarre.
Le nom basque est Donaixti-Ibarre et le gentilé Donaixtiar ou ibartar.

## Géographie

### Localisation
La commune de Saint-Just-Ibarre se trouve dans le département des Pyrénées-Atlantiques, en région Nouvelle-Aquitaine.
Elle se situe à 107 km par la route de Pau, préfecture du département, à 66 km de Bayonne, sous-préfecture, et à 22 km de Saint-Palais, bureau centralisateur du canton du Pays de Bidache, Amikuze et Ostibarre dont dépend la commune depuis 2015 pour les élections départementales.
La commune fait en outre partie du bassin de vie de Mauléon-Licharre.
Les communes les plus proches sont : 
Bunus (2,1 km), Ibarrolle (3,2 km), Juxue (4,7 km), Hosta (4,7 km), Larceveau-Arros-Cibits (5,4 km), Pagolle (6,3 km), Ostabat-Asme (7,0 km), Gamarthe (7,1 km).
Sur le plan historique et culturel, Saint-Just-Ibarre fait partie de la province de la Basse-Navarre, un des sept territoires composant le Pays basque,. La Basse-Navarre en est la province la plus variée en ce qui concerne son patrimoine, mais aussi la plus complexe du fait de son morcellement géographique. Depuis 1999, l'Académie de la langue basque ou Euskalzaindia divise la Basse-Navarre en six zones,. La commune est dans le pays d’Ostabarret (Oztibarre), à l’est de ce territoire.

### Communes limitrophes
Les communes limitrophes sont  Aussurucq, Bunus, Béhorléguy, Hosta, Ibarrolle, Juxue, Musculdy et Pagolle.
| Bunus     | Juxue                           | Pagolle   |
| Ibarrolle | Saint-Just-Ibarre               | Musculdy  |
| Hosta     | Béhorléguy (par un quadripoint) | Aussurucq |

### Géologie, sismicité
La région est une région essentiellement constituée de flyschs du Crétacé supérieur, très épais (plusieurs kilomètres) et à fort pendage, adossés au terrains karstiques des Arbailles. De plus il existe des dépôts alluvionnaires (sables et argiles surmontés de limons) du quaternaire le long de la Bidouze et de l'Ur Handia,. Il existe un certain nombre de sources mais de débit trop faible pour des captages, inexistants sur la commune qui est alimentée par les sources Zahagui et Hastokia à Hosta et Ur Belcha à Musculdy dépendantes du massif karstique des Arbailles.
La région est située en zone sismique 4 correspondant à un risque moyen. Les évènements récents (depuis 1980) les plus importants se sont produits en 1982 et 2010. Situés à 5 km de profondeur, leurs magnitudes étaient ML=3.9 et ML=3.8, respectivement. Ils ont donc été ressentis par la population mais n'ont pas créé de dommages.

### Hydrographie
La commune est drainée par la Bidouze, Ispatchoury erreka, Hosta ur Handia, Babatzeko erreka, Chorizako erreka, Ihityko erreka, Larramendiko erreka, Netheko erreka, et par divers petits cours d'eau, constituant un réseau hydrographique de 28 km de longueur totale,.
L'hydrographie de la commune entraîne la présence de 19 ponts ou passerelles.
La Bidouze, d'une longueur totale de 82,2 km, prend sa source dans la commune d'Aussurucq à la limite de la commune de Saint-Just-Ibarre et s'écoule du sud vers le nord. Elle traverse la commune et se jette dans l'Adour à Guiche, après avoir traversé 26 communes. Sa source constitue une exsurgence du poljé d'Elsarre (Eltzarreordokia) qui est à cheval sur les communes d'Hosta et d'Aussurucq.

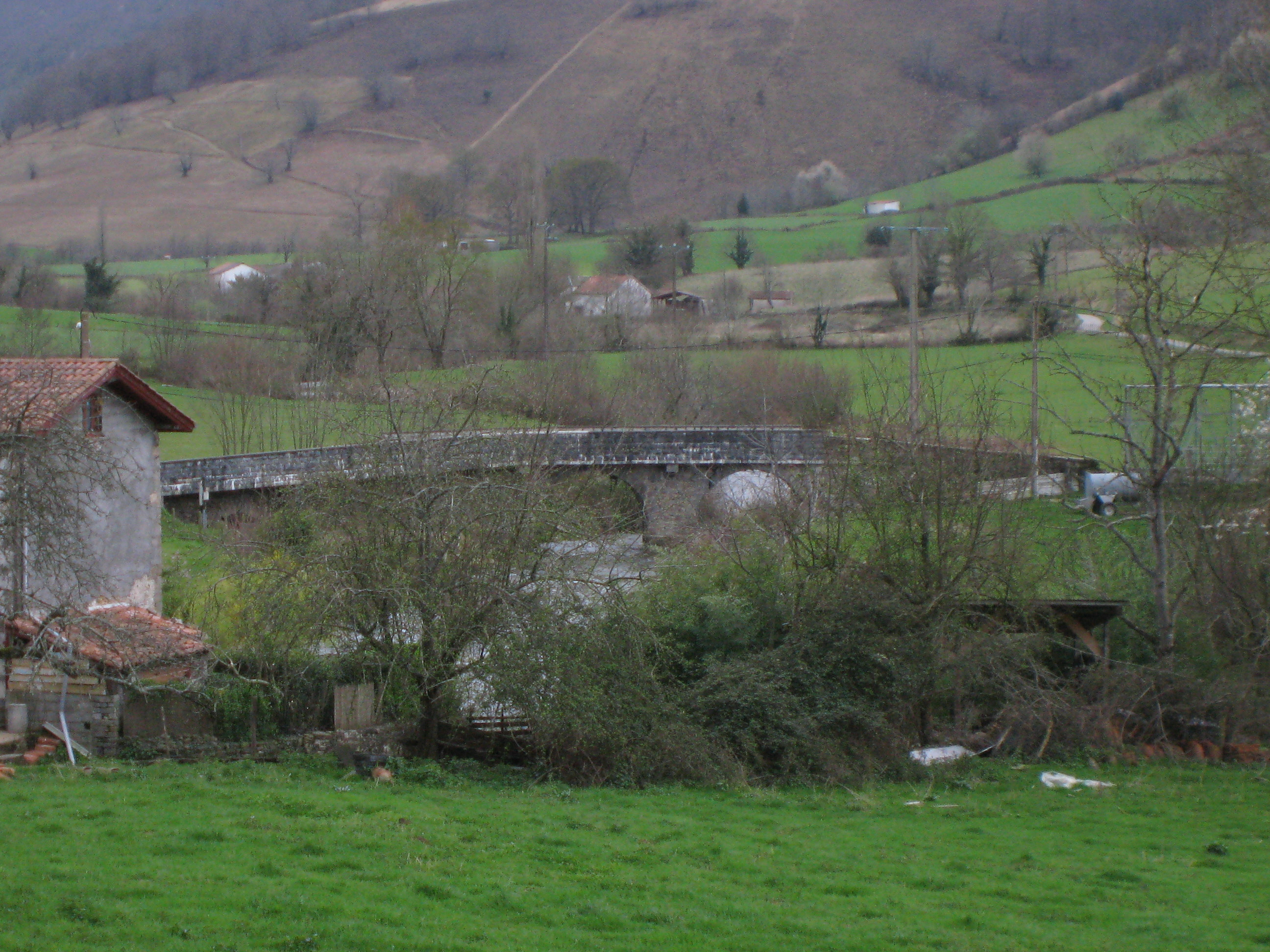
Un pont à Saint-Just-Ibarre.
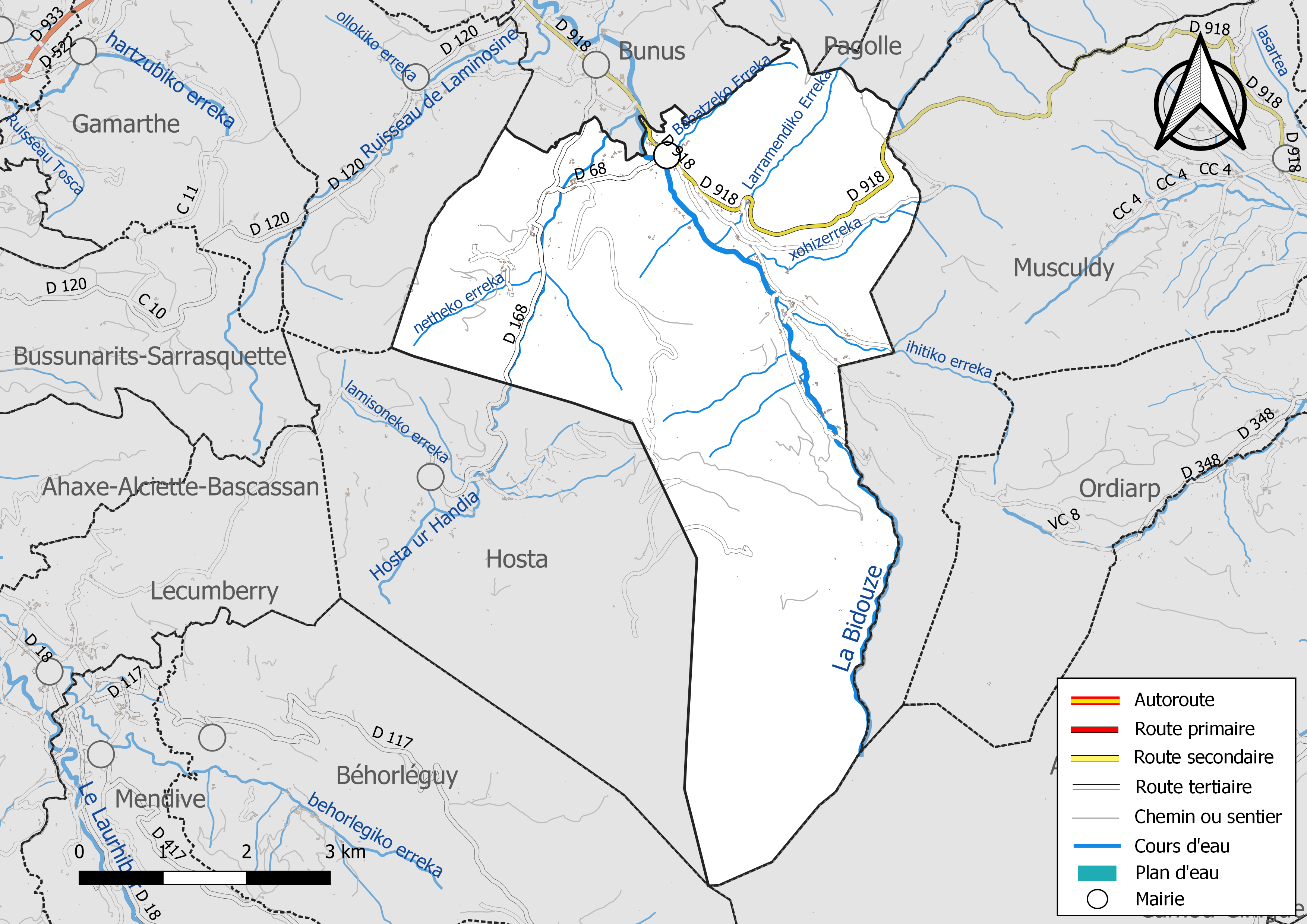
Réseaux hydrographique et routier de Saint-Just-Ibarre

### Climat
Pour des articles plus généraux, voir Climat de la Nouvelle-Aquitaine et Climat des Pyrénées-Atlantiques.
Historiquement, la commune est exposée à un micro climat océanique basque.  
En 2020, Météo-France publie une typologie des climats de la France métropolitaine dans laquelle la commune est exposée à un climat de montagne et est dans la région climatique Pyrénées atlantiques, caractérisée par une pluviométrie élevée (>1 200 mm/an) en toutes saisons, des hivers très doux (7,5 °C en plaine) et des vents faibles.
Pour la période 1971-2000, la température annuelle moyenne est de 13,2 °C, avec une amplitude thermique annuelle de 13,1 °C. Le cumul annuel moyen de précipitations est de 1 595 mm, avec 12,6 jours de précipitations en janvier et 9,4 jours en juillet. Pour la période 1991-2020, la température moyenne annuelle observée sur la station météorologique la plus proche, située sur la commune de Bustince-Iriberry à 10 km à vol d'oiseau, est de 13,9 °C et le cumul annuel moyen de précipitations est de 1 327,4 mm,. Pour l'avenir, les paramètres climatiques de la commune estimés pour 2050 selon différents scénarios d’émission de gaz à effet de serre sont consultables sur un site dédié publié par Météo-France en novembre 2022.

### Milieux naturels et biodiversité

#### Réseau Natura 2000
Le réseau Natura 2000 est un réseau écologique européen de sites naturels d'intérêt écologique élaboré à partir des Directives « Habitats » et « Oiseaux », constitué de zones spéciales de conservation (ZSC) et de zones de protection spéciale (ZPS).
Deux sites Natura 2000 ont été définis sur la commune au titre de la « directive Habitats », : 
- le « massif des Arbailles », d'une superficie de 12 784 ha, présentant une flore très diversifiée marquée par une nette influence atlantique et montagnarde. Cependant, les versants exposés au Sud Sud-Est et Est abritent une flore thermophile remarquable[30] ;
- « la Bidouze (cours d'eau) », d'une superficie de 2 570 ha, un vaste réseau hydrographique drainant les coteaux du Pays basque[31] ;

et une au titre de la « directive Oiseaux », : 
- la « Haute Soule : forêt des Arbailles », d'une superficie de 7 114 ha, présentant une grande diversité de milieux à des altitudes moyennes fournissant gîte et couvert pour la faune ornithologique pyrénéenne[32].

#### Zones naturelles d'intérêt écologique, faunistique et floristique
L’inventaire des zones naturelles d'intérêt écologique, faunistique et floristique (ZNIEFF) a pour objectif de réaliser une couverture des zones les plus intéressantes sur le plan écologique, essentiellement dans la perspective d’améliorer la connaissance du patrimoine naturel national et de fournir aux différents décideurs un outil d’aide à la prise en compte de l’environnement dans l’aménagement du territoire.
Une ZNIEFF de type 1 est recensée sur la commune, : 
la « forêt des Arbailles » (6 283,64 ha), couvrant 9 communes du département et trois ZNIEFF de type 2,, : 
- les « landes, bois et prairies du bassin de la Bidouze » (11 263,46 ha), couvrant 25 communes du département[35] ;
- le « massif des Arbailles » (14 782,04 ha), couvrant 13 communes du département[36] ;
- le « réseau hydrographique de la Bidouze et annexes hydrauliques » (2 867,4 ha), couvrant 30 communes dont 1 dans les Landes et 29 dans les Pyrénées-Atlantiques[37].

## Urbanisme

### Typologie
Au 1er janvier 2024, Saint-Just-Ibarre est catégorisée commune rurale à habitat très dispersé, selon la nouvelle grille communale de densité à sept niveaux définie par l'Insee en 2022.
Elle est située hors unité urbaine et hors attraction des villes,.

### Occupation des sols

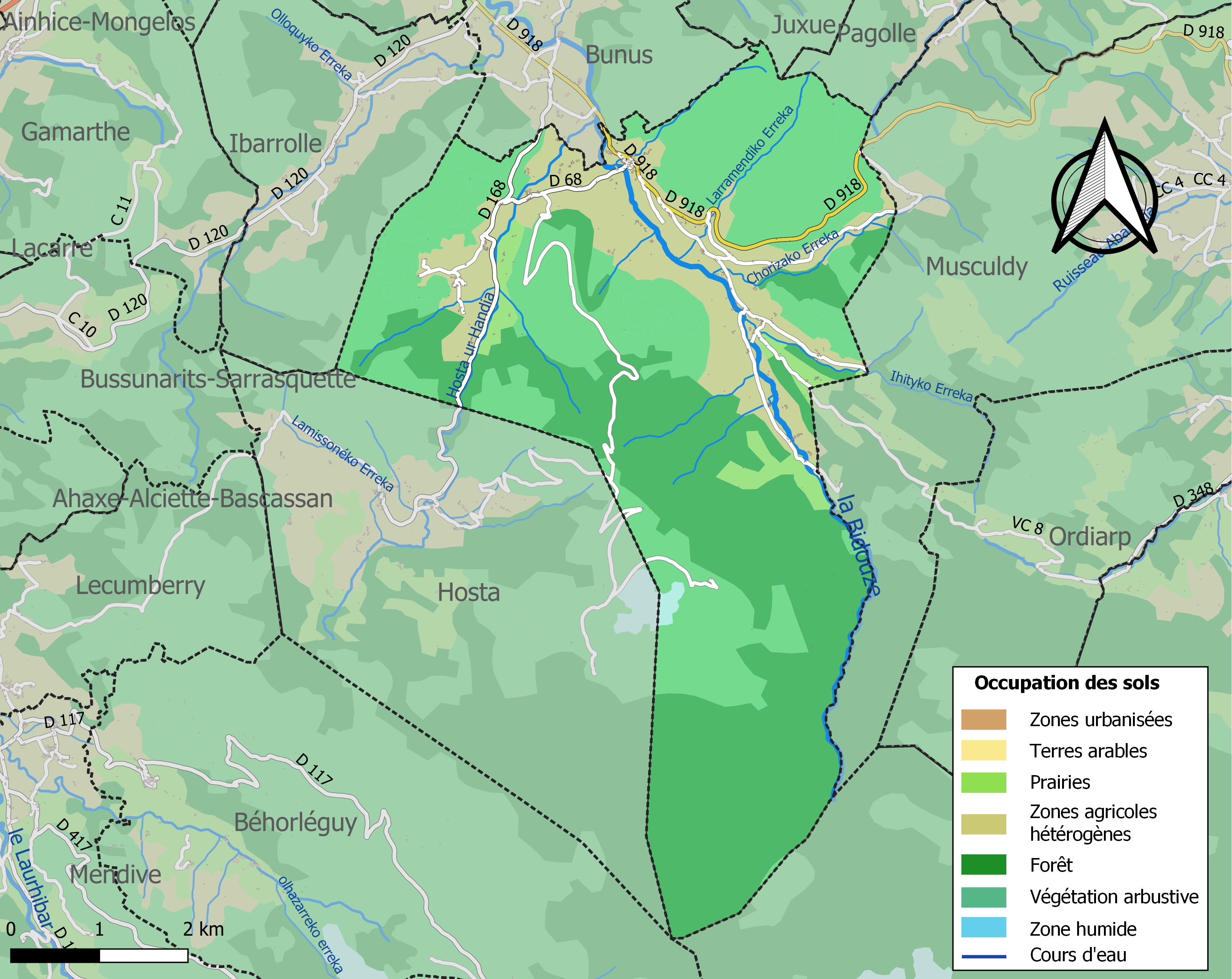
Carte des infrastructures et de l'occupation des sols de la commune en 2018 (CLC).

L'occupation des sols de la commune, telle qu'elle ressort de la base de données européenne d’occupation biophysique des sols Corine Land Cover (CLC), est marquée par l'importance des forêts et milieux semi-naturels (79,3 % en 2018), une proportion sensiblement équivalente à celle de 1990 (78,8 %). La répartition détaillée en 2018 est la suivante : 
forêts (40,7 %), milieux à végétation arbustive et/ou herbacée (38,3 %), zones agricoles hétérogènes (17,8 %), prairies (2,9 %), espaces ouverts, sans ou avec peu de végétation (0,3 %). L'évolution de l’occupation des sols de la commune et de ses infrastructures peut être observée sur les différentes représentations cartographiques du territoire : la carte de Cassini (XVIIIe siècle), la carte d'état-major (1820-1866) et les cartes ou photos aériennes de l'IGN pour la période actuelle (1950 à aujourd'hui).

### Lieux-dits et hameaux

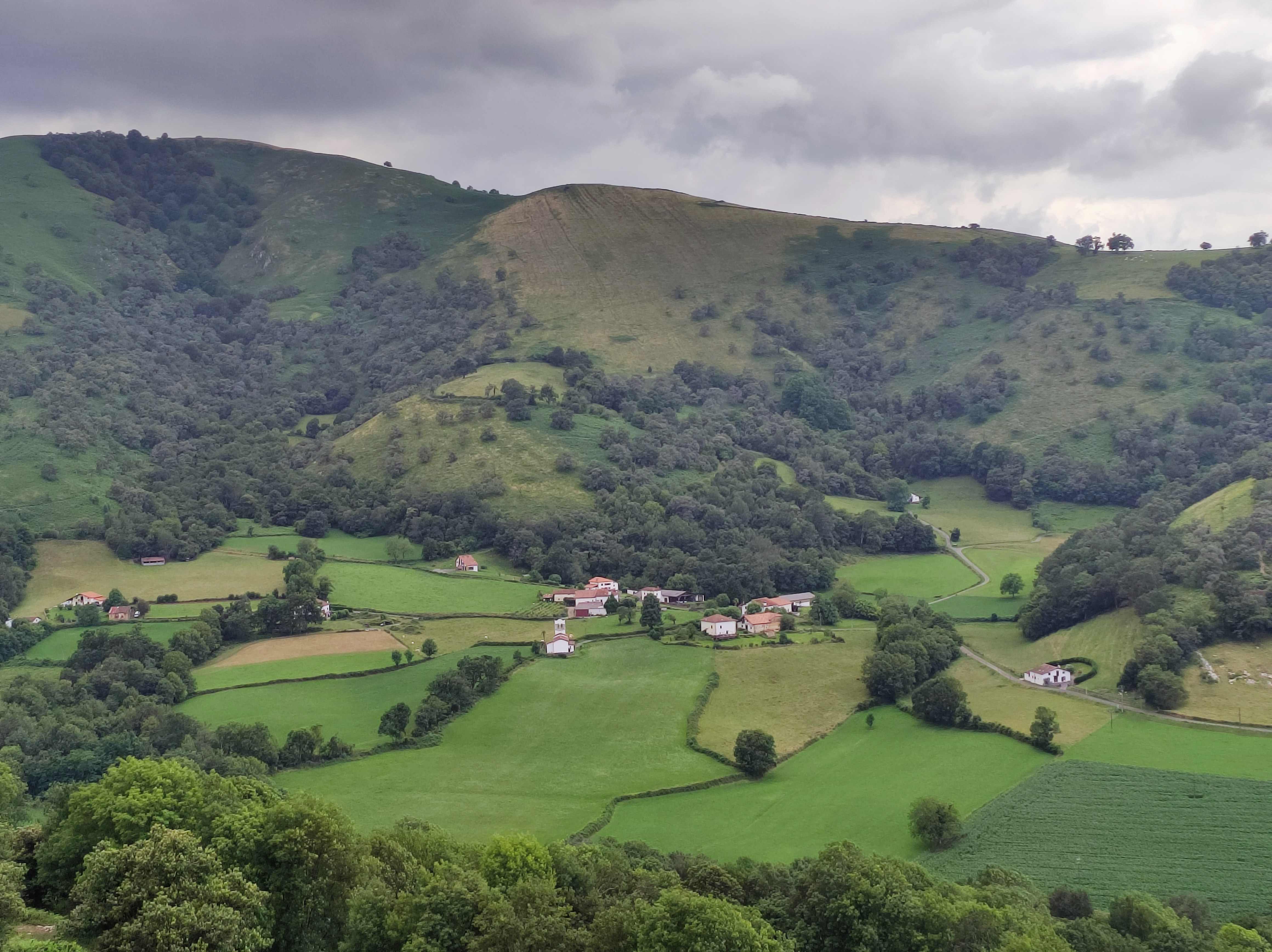
Ibarre et sa vallée.

- Arlacondo ;
- Ametzague ;
- Donaïki ;
- Ibarre ;
- Ordokia ;
- Saint-Jaime ;
- Saint-Just.

### Logement
En 2018 les 141 résidences se partagent en 119 maisons (84,7%) et 21 appartements (14,6%). Le nombre moyen de pièces est de 5,9 pour les maisons et 3,7 pour les appartements.
|             | nombre | pourcentage |
| ----------- | ------ | ----------- |
| résidences  | 141    | ---         |
| principales | 99     | 70,4        |
| secondaires | 27     | 19,3        |
| vacantes    | 15     | 10,3        |

|            | nombre | pourcentage |
| ---------- | ------ | ----------- |
| avant 1919 | 47     | 48,9        |
| 1919-1945  | 7      | 7,6         |
| 1946-1970  | 6      | 6,5         |
| 1971-1990  | 15     | 15,2        |
| 1991-2005  | 10     | 10,9        |
| 2006-2015  | 10     | 10,9        |

### Voies de communication et transports

#### Histoire
La D 918 entre Larceveau et Mauléon s'est appelée RD 2 jusqu'en 1933. Devenue nationale, elle a été déclassée dans les années 70.
Le tronçon Cibits - col d'Osquich a été entièrement modifié à la fin du XVIIIe siècle.
En 1881 une ligne de tramway à voie métrique est envisagée entre Saint-Palais et Saint-Jean-Pied-de-Port avec un embranchement à Larceveau vers Saint-Just. En 1912 la ligne est déclarée d'intérêt public et les expropriations commencent en 1914. La première guerre mondiale provoquera l'arrêt du projet.

#### Actuellement
Saint-Just-Ibarre est desservie par la route départementale D 918 Musculdy-Larceveau, ainsi que par la D 68 et la D168 vers Hosta.
La gare TER la plus proche est celle de Saint-Jean-Pied-de-Port à 21 km (ligne Saint-Jean-Pied-de-Port - Bayonne). La gare TGV la plus proche est celle d'Orthez à 54 km (ligne Tarbes - Paris Montparnasse).
L'aéroport le plus proche est celui de Biarritz-Pays Basque à 65,1 km.
96,8 % des ménages ont au moins une voiture et 52,6 % en ont deux ou plus en 2018. Les transports utilisés en 2018 pour se rendre au travail sont les suivants :
| pas de déplacement        | 12,6 % |
| marche, roller, patinette | 7,4 %  |
| vélo (y compris VAE)      | 0      |
| 2 roues motorisées        | 1,1 %  |
| voiture                   | 77,9 % |
| transport en commun       | 1,1 %  |

### Risques majeurs
Le territoire de la commune de Saint-Just-Ibarre est vulnérable à différents aléas naturels : météorologiques (tempête, orage, neige, grand froid, canicule ou sécheresse), inondations, feux de forêts, mouvements de terrains et séisme (sismicité moyenne). Il est également exposé à un risque particulier : le risque de radon. Un site publié par le BRGM permet d'évaluer simplement et rapidement les risques d'un bien localisé soit par son adresse soit par le numéro de sa parcelle.

#### Risques naturels
Certaines parties du territoire communal sont susceptibles d’être affectées par le risque d’inondation par une crue torrentielle ou à montée rapide de cours d'eau, notamment l'Izpaxuriko erreka et la Bidouze. La commune a été reconnue en état de catastrophe naturelle au titre des dommages causés par les inondations et coulées de boue survenues en 1982, 1983, 1992, 2009 et 2014,.
Saint-Just-Ibarre est exposée au risque de feu de forêt. En 2020, le premier plan de protection des forêts contre les incendies (PDPFCI) a été adopté pour la période 2020-2030. La réglementation des usages du feu à l’air libre et les obligations légales de débroussaillement dans le département des Pyrénées-Atlantiques font l'objet d'une consultation de public ouverte du 16 septembre au 7 octobre 2022,.
Les mouvements de terrains susceptibles de se produire sur la commune sont des affaissements et effondrements liés aux cavités souterraines (hors mines). Afin de mieux appréhender le risque d’affaissement de terrain, un inventaire national permet de localiser les éventuelles cavités souterraines sur la commune.

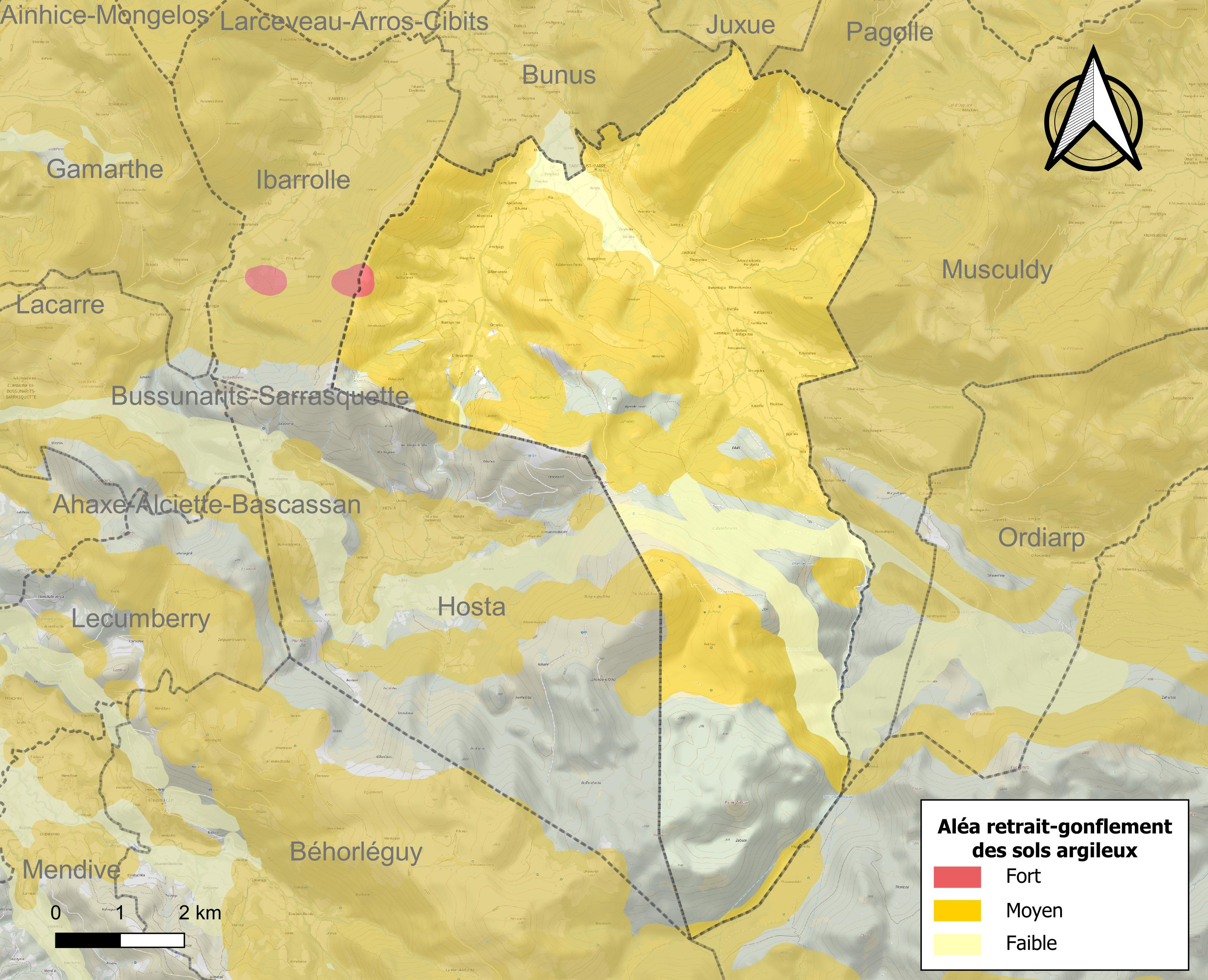
Carte des zones d'aléa retrait-gonflement des sols argileux de Saint-Just-Ibarre.

Le retrait-gonflement des sols argileux est susceptible d'engendrer des dommages importants aux bâtiments en cas d’alternance de périodes de sécheresse et de pluie. 70,9 % de la superficie communale est en aléa moyen ou fort (59 % au niveau départemental et 48,5 % au niveau national). Depuis le 1er octobre 2020, en application de la loi ELAN, différentes contraintes s'imposent aux vendeurs, maîtres d'ouvrages ou constructeurs de biens situés dans une zone classée en aléa moyen ou fort,.

#### Risque particulier
Dans plusieurs parties du territoire national, le radon, accumulé dans certains logements ou autres locaux, peut constituer une source significative d’exposition de la population aux rayonnements ionisants. Selon la classification de 2018, la commune de Saint-Just-Ibarre est classée en zone 3, à savoir zone à potentiel radon significatif.

## Toponymie

### Mentions anciennes
Le toponyme Saint-Just apparaît sous les formes S(an)c(tu)s Jacobus, ostau de sent jagme (1365), S(an)c(tu)s justus de eq(ui)se, Sent-Just deu pays d'Ostabares (1477, contrats d'Ohix, feuillet 48), Sant-Just (1513, titres de Pampelune).
Le toponyme Ibarre apparaît sous les formes ybarola (1167), yvarra (1350), Nostre-Done d'Ibarre (1472, notaires de Labastide-Villefranche, n° 2, feuillet 22) et Ibarren (1513, titres de Pampelune).
Le lieu-dit Ametzague, ancien fief vassal du royaume de Navarre, est mentionné en 1863 sous la forme Amexague.
Le lieu-dit Saint-Jaime (Donaiki, Saint-Jacques), issu de la maison éponyme, est mentionné sous la forme lostau de sent jagme (1365) et lostau de s(ant) yacube (1412).

### Graphie basque
Son nom basque actuel est Donaixti-Ibarre.
Au XIXe siècle, on trouve les formes Donisti-Ibarre, Donaxti-Ibarre et Donaisti-Ibarra.

## Histoire
Au Moyen Âge Saint-Just était sur le passage d'une voie secondaire des chemins de Compostelle passant par la commanderie d'Ordiarp et le col de Napale ou celui d'Ehüsa (ou Ehutsa). Les pèlerins allaient alors à Saint-Jean-Pied-de-Port soit en rejoignant le camino navarro par Cibits et Utxiat, soit par Ibarrolle, le col d'Azkonzabal et Saint-Jean-le-Vieux. Le prieuré-hôpital qui les accueillait, situé dans le quartier Arlakondo, dépendait de l'abbaye Saint-Jean de Sorde,.
Une première délimitation du sud de la commune d'Ibarre et donc de celle de l'Ostabarret en 1765 entraîne la création d'une région de quint : le Quinto d'Ostibar-Garaci, de faible extension dans cette partie du territoire. Il s'agit d'une zone de terres communes indivises. C'est une réminiscence des fasceries du Moyen Âge scellant les accords d'exploitation des régions entre deux vallées. La délimitation définitive aura lieu en 1830.
La commune actuelle a été créée le 25 juin 1841 par la réunion des communes de Saint-Just et d'Ibarre, à l'instar de nombreuses communes des Basses-Pyrénées dans la période 1841-1842.
Le XIXe siècle voit un exode massif des basques vers l'Amérique, particulièrement l'Argentine. En 1910 dans ce pays les familles dont le nom est à consonance basque représentent 10 % de la population et détiennent 80 % de l'économie. Pour Saint-Just-Ibarre le consulat de France à Buenos Aires enregistre 48 noms entre 1830 et 1900. L'un d'entre eux, fameux pour sa réussite, est Pierre Luro.
La Première Guerre mondiale entraîne une hécatombe d'hommes jeunes puisque 27 d'entre eux meurent. Cela représente environ un tiers des hommes de la tranche 21-49 ans susceptibles de porter une arme,.
Lors de la Seconde Guerre mondiale la France est coupée en deux par la ligne de démarcation qui suit la RN133. Saint-Just-Ibarre est en zone libre, proche du contrôle des passages à Cibits d'une zone à l'autre, coupée des villes proches Saint-Palais et Saint-Jean-Pied-de-Port. Au cours de cette guerre trois jeunes hommes meurent.

## Héraldique
| Blason | Blasonnement : Écartelé au 1 d'azur au pèlerin marchant vêtu et capuchonné le tout d'argent s'appuyant de la main senestre sur un bourdon de sable à la gourde d'argent, cantonné en chef à senestre d'une coquille Saint-Jacques d'or et à dextre d'un cœur croisé le tout du même ; au 2 d'or à une montagne de sinople montante d'une rivière d'argent en pointe ; au 3 d'or au hêtre arraché de sinople fruité d'or et futé au naturel ; au 4 d'azur à une brebis passante au naturel accornée d'or posée en pointe et une palombe volante d'argent posée en chef. |

## Politique et administration

### Administration
Pour la période antérieure à 1841 les maires de la commune de Saint-Just et les maires de la commune d'Ibarre sont données dans les articles correspondants.
| Période | Période  | Identité                 | Étiquette | Qualité                                   |
| ------- | -------- | ------------------------ | --------- | ----------------------------------------- |
| 1841    | 1846     | Dominique Yribarne       |           |                                           |
| 1846    | 1900     | Sauveur de Saint-Jayme   |           | Notaire, juge de paix, conseiller général |
| 1901    | 1914     | Jean Etcheberry          |           |                                           |
| 1914    | 1935     | Jacques Bidegainberry    |           |                                           |
| 1935    | 1959     | Pierre Iribarne          |           |                                           |
| 1960    | 1965     | Jean-Baptiste Etcheberry |           |                                           |
| 1965    | 1995     | Pierre Uhart             |           |                                           |
| 1995    | 2008     | Antoine Cabanne          | DVG       | Ingénieur                                 |
| 2008    | 2014     | Jean-Pierre Vigneau      |           |                                           |
| 2014    | En cours | André Larralde           |           | Professeur                                |

### Intercommunalité
Saint-Just-Ibarre appartient à six structures intercommunales :
- la communauté d'agglomération du Pays Basque ;
- le syndicat AEP de l'Ostabaret ;
- le syndicat d'énergie des Pyrénées-Atlantiques ;
- le syndicat intercommunal pour l'aménagement et la gestion de l'abattoir de Saint-Jean-Pied-de-Port ;
- le syndicat intercommunal pour le soutien à la culture basque ;
- le syndicat pour le fonctionnement des écoles d'Ostibarret.

La commune accueille le siège du syndicat pour le fonctionnement des écoles d'Ostibarret.

## Population et société

### Démographie
Le recensement à caractère fiscal de 1412-1413, réalisé sur ordre de Charles III de Navarre, comparé à celui de 1551 des hommes et des armes qui sont dans le présent royaume de Navarre d'en deçà les ports, révèle une démographie en forte croissance. Le premier indique à Ibarre la présence de 5 feux, le second de 13 feux. Saint-Just n'apparaît qu'au dénombrement de 1551 avec 13 feux.

#### Avant 1841:Saint-JustetIbarre
|            | 1793 | 1800 | 1806 | 1821 | 1831 | 1836 |
| ---------- | ---- | ---- | ---- | ---- | ---- | ---- |
| Saint-Just | 438  | 445  | 465  | 565  | 573  | 654  |
| Ibarre     | 148  | 168  | 173  | 160  | 176  | 146  |
| Total      | 586  | 613  | 638  | 725  | 749  | 800  |

#### Après 1841: Saint-Just-Ibarre
L'évolution du nombre d'habitants est connue à travers les recensements de la population effectués dans la commune depuis 1793. Pour les communes de moins de 10 000 habitants, une enquête de recensement portant sur toute la population est réalisée tous les cinq ans, les populations de référence des années intermédiaires étant quant à elles estimées par interpolation ou extrapolation. Pour la commune, le premier recensement exhaustif entrant dans le cadre du nouveau dispositif a été réalisé en 2004.

En 2022, la commune comptait 195 habitants, en évolution de −15,95 % par rapport à 2016 (Pyrénées-Atlantiques : +3,78 %, France hors Mayotte : +2,11 %).
| 1793 | 1800 | 1806 | 1821 | 1831 | 1836 | 1841 | 1846 | 1851 |
| ---- | ---- | ---- | ---- | ---- | ---- | ---- | ---- | ---- |
| 438  | 445  | 465  | 565  | 573  | 654  | 827  | 830  | 694  |

| 1856 | 1861 | 1866 | 1872 | 1876 | 1881 | 1886 | 1891 | 1896 |
| ---- | ---- | ---- | ---- | ---- | ---- | ---- | ---- | ---- |
| 704  | 648  | 634  | 653  | 603  | 611  | 564  | 524  | 545  |

| 1901 | 1906 | 1911 | 1921 | 1926 | 1931 | 1936 | 1946 | 1954 |
| ---- | ---- | ---- | ---- | ---- | ---- | ---- | ---- | ---- |
| 543  | 555  | 557  | 502  | 538  | 531  | 554  | 491  | 420  |

| 1962 | 1968 | 1975 | 1982 | 1990 | 1999 | 2004 | 2006 | 2009 |
| ---- | ---- | ---- | ---- | ---- | ---- | ---- | ---- | ---- |
| 400  | 404  | 374  | 304  | 292  | 255  | 235  | 226  | 239  |

| 2014 | 2019 | 2022 | - | - | - | - | - | - |
| ---- | ---- | ---- | - | - | - | - | - | - |
| 231  | 206  | 195  | - | - | - | - | - | - |

## Économie

### Emploi et revenus
En 2019 le revenu médian par unité de consommation est de 20 890 € contre 22 040 € pour l'ensemble des Français.
En 2018 les résidents occupent 99 emplois dont 46 sont situés sur la commune. Ces emplois se répartissent de la façon suivante :
| salarié     | 54 | fonction publique, CDI | 43  |
|             |    | CDD                    | 9   |
|             |    | Intérim                | 1   |
|             |    | Emploi aidé            | --- |
|             |    | apprentissage, stage   | 1   |
| non-salarié | 44 | indépendant            | 26  |
|             |    | employeur              | 18  |
|             |    | aide familial          | --- |

L'activité est principalement agricole. La commune fait partie de la zone d'appellation de l'ossau-iraty.

## Enseignement
La commune dispose d'une école élémentaire publique bâtie en 1907et d'une ikastola nommée Manex Erdozaintzi-Etxart.
Historiquement, deux écoles de garçons existent en 1809 à Saint-Just et Ibarre. Une école de filles est créée en 1859. En 1949 une école intercommunale Saint-Just / Musculdy est créée dans le quartier Arlacondo en 1946. Elle fonctionnera jusqu'en 1968. À cette date tous les enfants sont regroupés dans le bâtiment actuel. En 1987 un accord intercommunal avec Bunus entraîne le partage des élèves entre ces deux communes en fonction de l'âge des élèves, les plus jeunes étant scolarisés à Saint-Just.
Au début des années 50 le collège catholique Saint-Michel fondé par les Filles de la Croix prépare les filles au CAP agricole. Il devient un établissement d'éducation primaire en 1967 puis secondaire (jusqu'à la 4e) en 1969. Les effectifs diminuant avec la création du ramassage scolaire vers Saint-Palais l'établissement ferme en 2009.

### Équipements
La commune possède deux frontons, l'un à Saint-Just (1944), un autre à Ibarre (1932), ainsi qu'un mur à gauche abrité dans l'ancien collège Saint-Michel.

## Culture locale et patrimoine

### Patrimoine naturel
- La source de la Bidouze sur un site à cheval avec la commune d'Aussurucq est une exsurgence alimentée par un poljé sur la commune d'Aussuruq[20]. Il s'agit d'un site protégé[86].
- La grotte Artzean harpea dans le massif du Belchou est une exsurgence (comme la source de la Bidouze) dans laquelle on a trouvé des ossements d'ours datés de 8000 à 9000 ans avant notre ére.

### Patrimoine civil
- La ferme Senimenea[87] ou Donaikia date du XVIe siècle. C'est la maison de la famille Saint-Jayme remontant à Guillaume-Arnaud né vers 1315[88].
- La fermes Etxeparea date de 1642. La maison franche (casa mayor) d'Etcheparea est citée en 1412[89],[90].
- La ferme Ordokia date du XVIIe siècle. Elle est citée comme maison franche en 1350 (ordoquigoyen)[91].
- La maison Ametzaga date de 1656. Elle est citée en tant que maison noble (ametçaga en 1350, la salle d'ametçague en 1412)[90].
- La maison Ibarbeheiti (ou Ibargoitia) comporte des éléments différemment datés. Elle est citée comme maison noble en 1365 (salle ibarty) et en 1412 (la sal(le) divarrbeheyti)[90].
- Il a existé de nombreux moulins à eau sur la Bidouze, le Hostia ur Handia et le Corizako erreka[92],[Carte 12] ;
  - certains on disparu comme celui de Saint-Jaime, les deux moulins à Ordokia alimentés par un même canal de dérivation et le Kurutxetako Eyhera bâti au début du XIXe siècle, ainsi que l'Ibargoitiko Eyhera à Arlacondo,
  - d'autres subsistent en assez bon état dans la vallée d'Arla : le Bidarteko Eyherak avec son annexe, l'Arlako Eyhera et le Aguntxaco Eyhera. Il y a également un moulin dans le bourg, le Carteyako Eyhera dans une ancienne maison de donat, avec meule et trémie.
- Il existe également un petit patrimoine constitué de fours à chaux et lavoirs[93].

### Patrimoine religieux

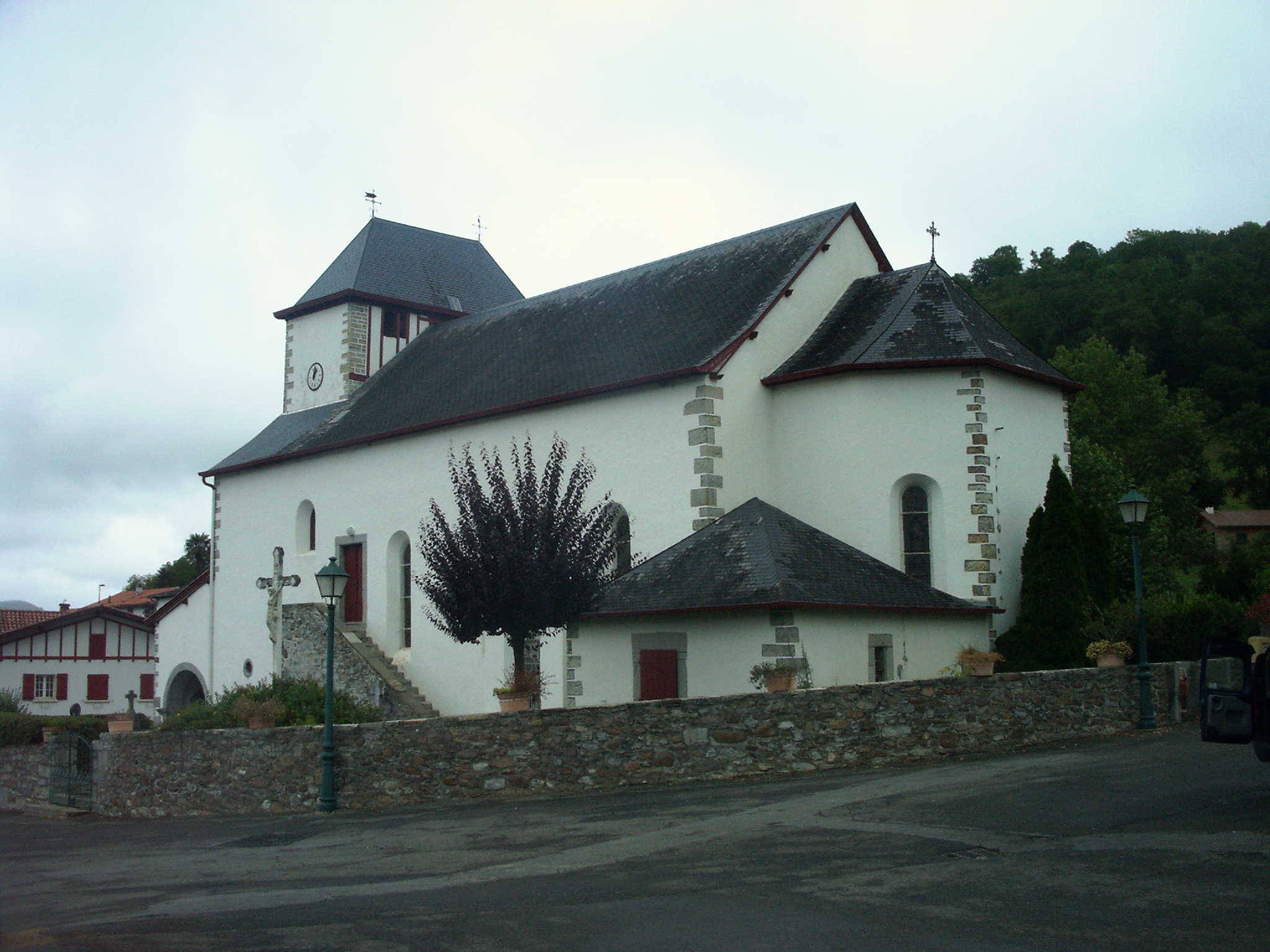
Église Saint-Just-et-Bon-Pasteur à Saint-Just.
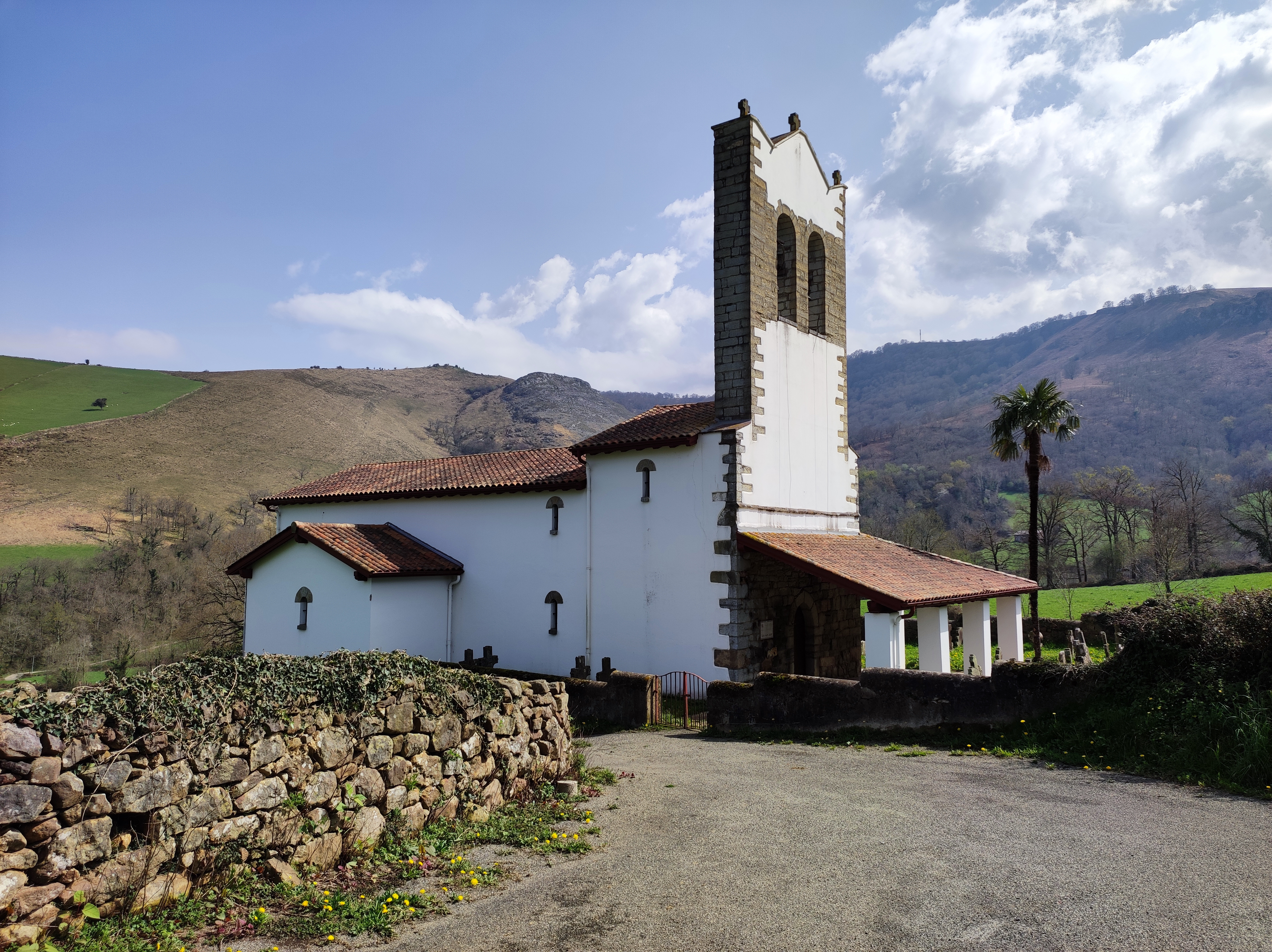
Chapelle de l'Assomption de la Sainte Vierge à Ibarre.

- La sépulture d'Elzarreko karbia à 820 m d'altitude dans le massif des Arbailles est un dépôt funéraire qui date du bronze ancien[94].
- La plaine du Belchou, à cheval avec Hosta, possède de nombreux tumulus protohistoriques mais également un monolithe et des tertres d'habitat[95].
- L'ancienne chapelle de Saint-Jacques[96], Sanctus Jacobus dans le cartulaire de Dax[57], au lieu-dit Donaïki (Saint-Jaime sur la carte IGN[Carte 4]), date du XVIIIe siècle constituait une étape sur la route du pèlerinage de Saint-Jacques-de-Compostelle.
- La chapelle de l'Assomption de la Sainte Vierge, Sancta Maria de Ivarre[97],[98], à Ibarre, date du XVe siècle.
- L'église Saint-Just-et-Bon-Pasteur[99], à Saint-Just, date de 1751.
- L'église Saint-Sauveur (S(anct)us salvador de iriundo) à Saint-Just citée sur le cartulaire de Dax[57] a disparu. Elle figure déjà comme chapelle ruinée sur la carte de Cassini[Carte 13].

## Personnalités liées à la commune

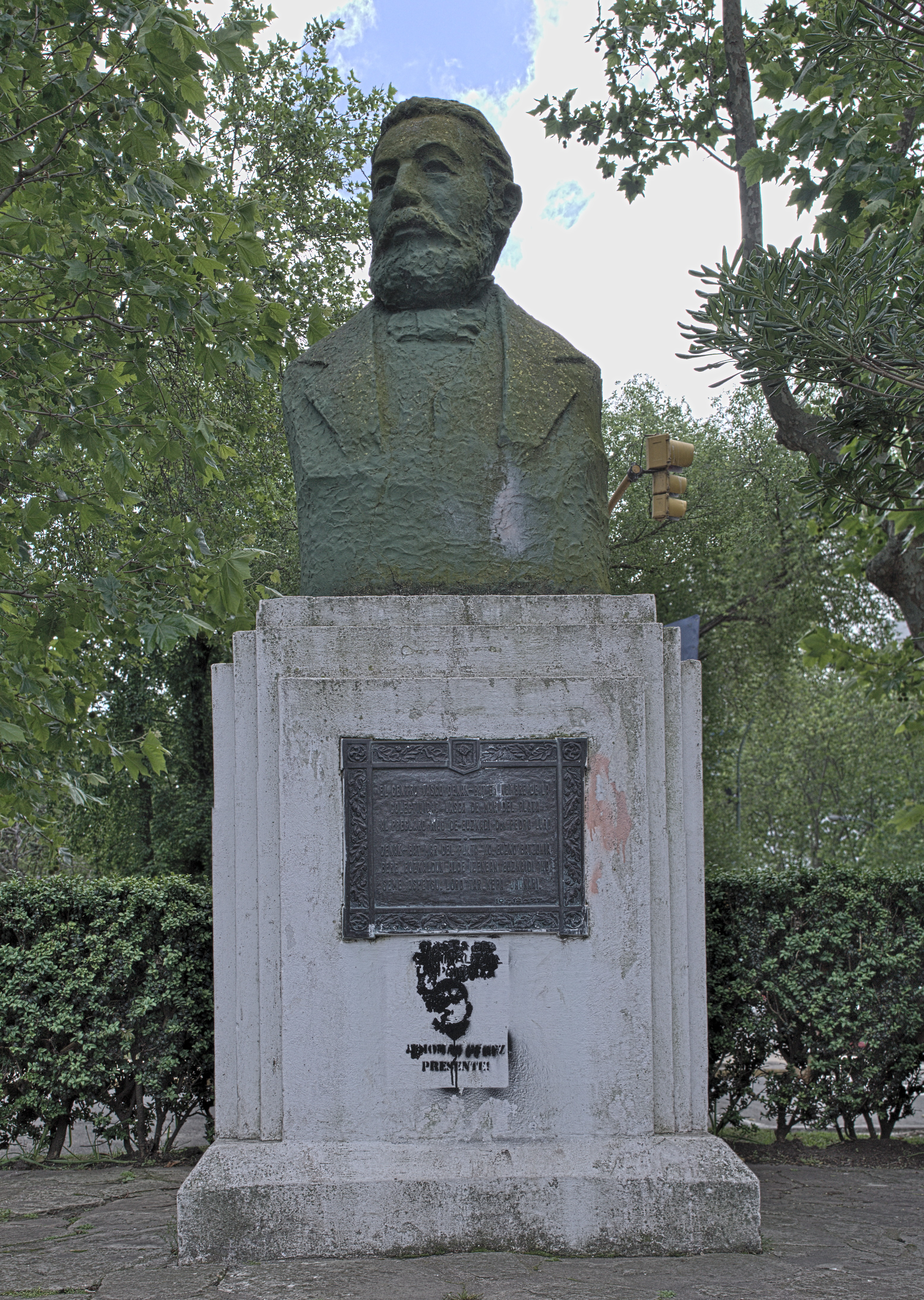
Buste de Pedro Luro à Mar del Plata.
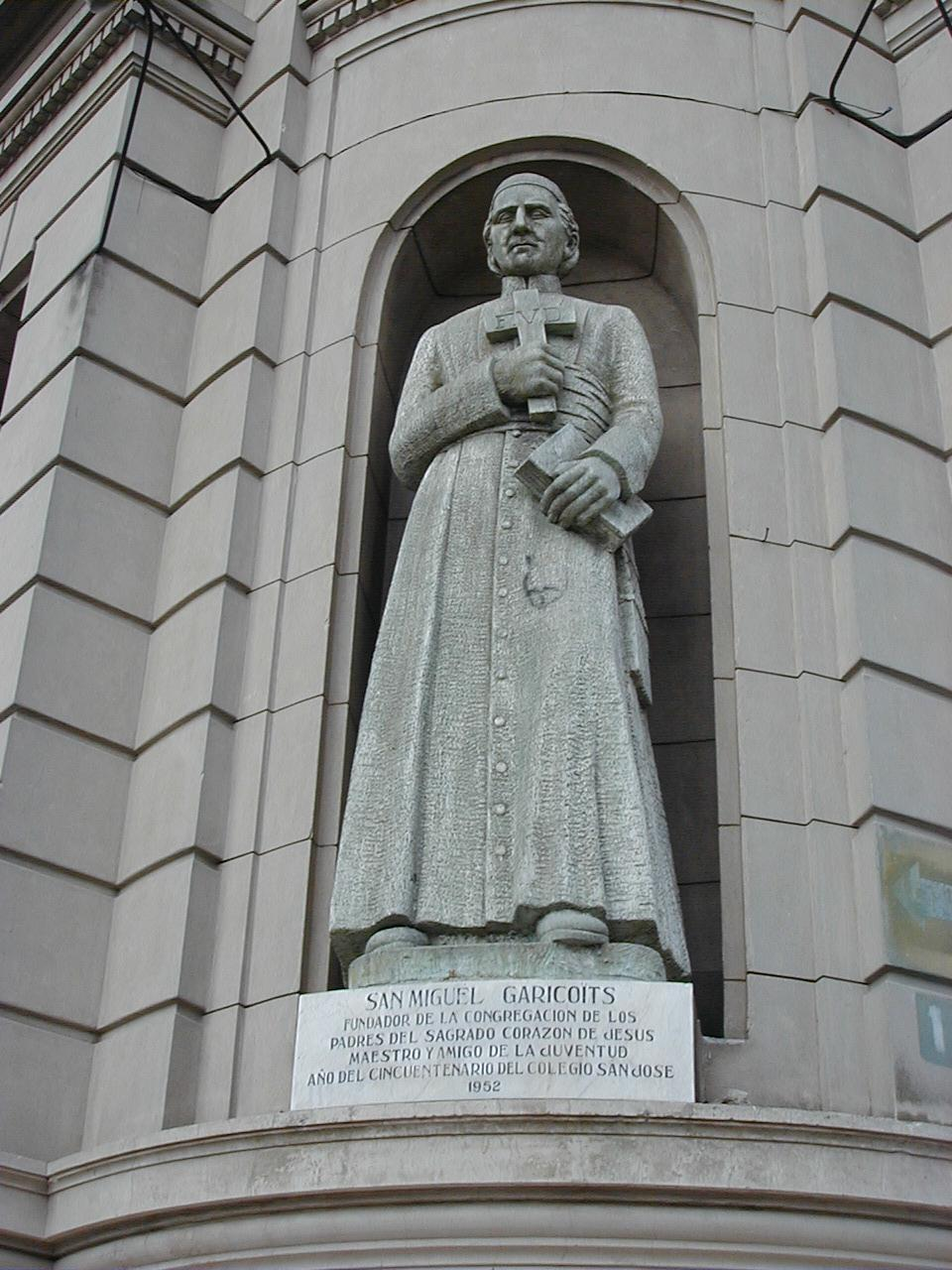
Buste de Michel Garicoïts au collège San Jose de La Plata.
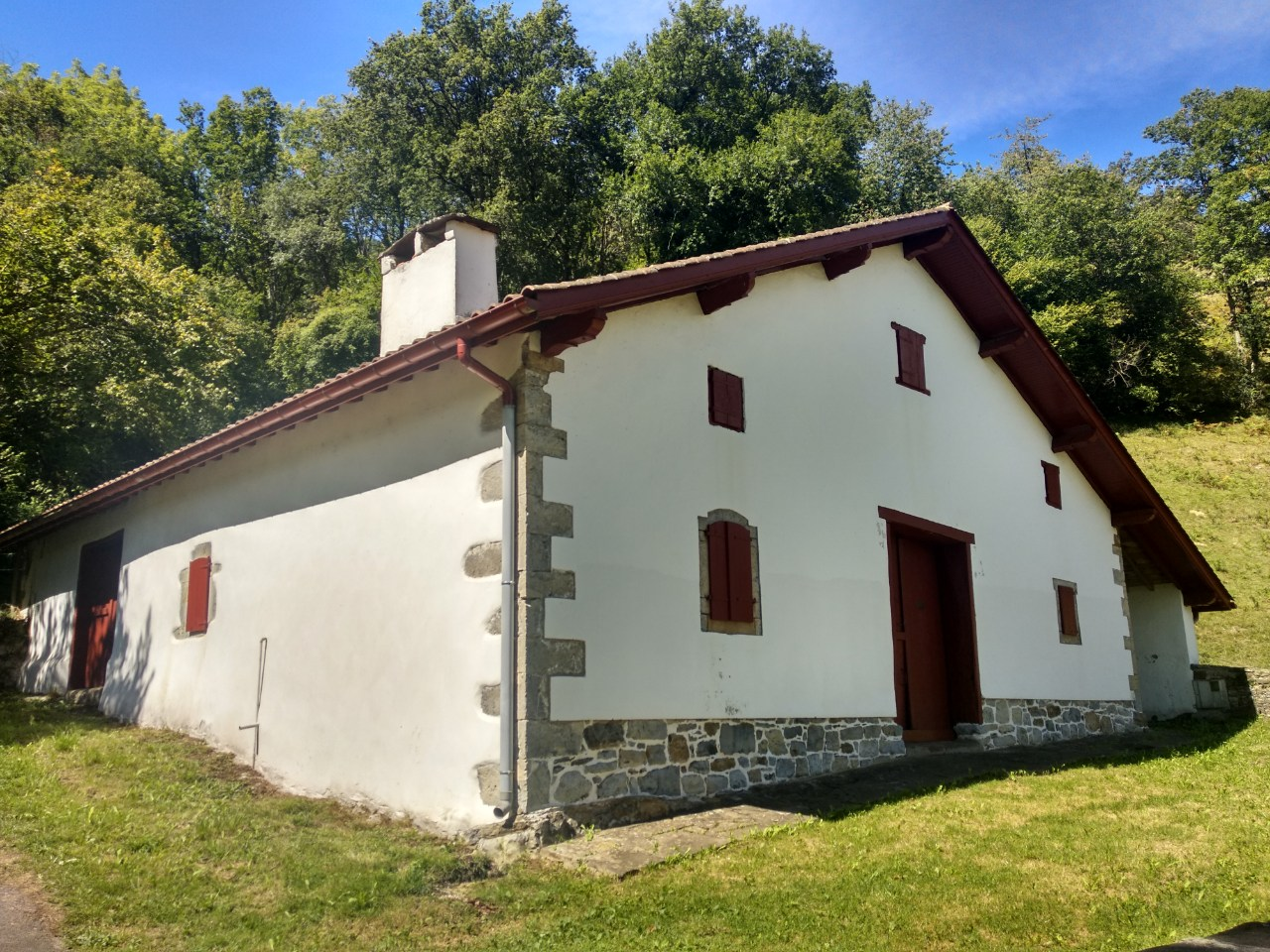
Maison natale de Michel Garicoïts à Ibarre.

- Michel Garicoïts, né en 1797 à Ibarre et décédé en 1863, est un prêtre, fondateur des prêtres du Sacré-Cœur de Jésus, canonisé en 1947.
- Pierre « Pedro » Luro, né le 10 mars 1820 à Saint-Just, fils de métayer, émigre en Argentine vers 1837. Il y fait fortune comme gaucho. De retour en France il fait construire la villa Juliette à Cambo-les-Bains, devenu l'hôtel d'Angleterre[100] (fermé en 2004). Il meurt à Cannes le 28 février 1890. Il existe un monument à son nom à Mar del Plata[101].